# Épictétos
Épictétos (en grec ancien : Ἐπίκτητος) est un peintre de vases grec actif à Athènes dans le dernier quart du VIe siècle av. J.-C., entre 520 av. J.-C. et 490 av. J.-C. ; ses premières œuvres relèvent de la période de transition de la céramique bilingue, alliant l'ancienne technique de la céramique à figures noires et la nouvelle technique de la céramique à figures rouges, mais il est l'un des peintres importants de la période de la céramique à figures rouges. Il a peint surtout des récipients de petite taille : coupes, bols, assiettes, ou vases peu profonds comme les kylix.

## Œuvres
On conserve d'Épictétos une quarantaine d'oeuvres avec sa signature (Épiktétos égraphsen soit « Épictétos a peint ») et 164 autres vases lui sont attribués. 
Il  travaille pour divers potiers : Andokidès,  Hischylos, l'atelier de  Nicosthénès et Pamphaios ; il a signé une assiette votive en tant que peintre et potier (Épiktétos épo[iésen] = a fait égraphsen = a peint), ce qui indique qu'il exerçait les deux activités. 
Épictétos est considéré comme un maître de l'image circulaire et peint surtout l'intérieur des coupes, notamment des « coupes à yeux », ainsi désignées en raison de la présence, à l'extérieur, de deux yeux peints qui ont vraisemblablement une valeur apotropaïque. Ses céramiques dites « bilingues » sont peintes à l'intérieur en figures noires, l'extérieur de la vasque étant décoré en figures rouges.
Il a peint peu de scènes mythologiques (Thesée affrontant le Minotaure ; un fragment d'une coupe à figures rouges lui est attribuée et représente Hermès, Apollon et Artémis,) ou de grandes compositions ; il représente surtout des scènes de la vie quotidienne (archer, guerrier à cheval, personnages dans un banquet, sculpteur au travail), ainsi que des scènes érotiques, avec la représentation d'hommes ou de satyres ; dans la plupart de ses œuvres ne figurent qu'un ou deux personnages. Ses figures témoignent d'une grande plasticité et d'une maîtrise du dessin.

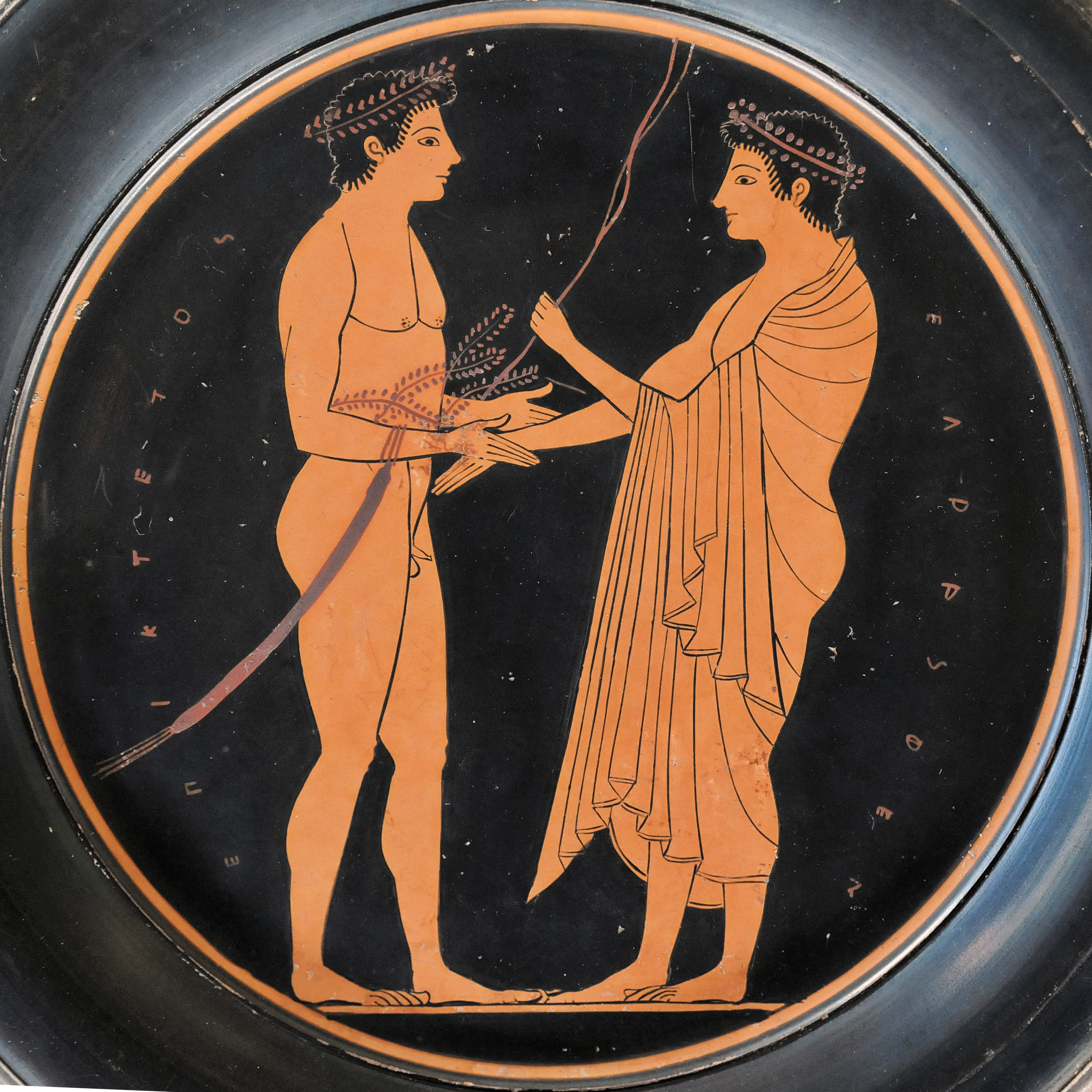
Scène de palestre (l'hellanodice remet au vainqueur branches de palmier, tæniae et couronne d'olivier), assiette à figures rouges, Paris, Musée du Louvre[8].
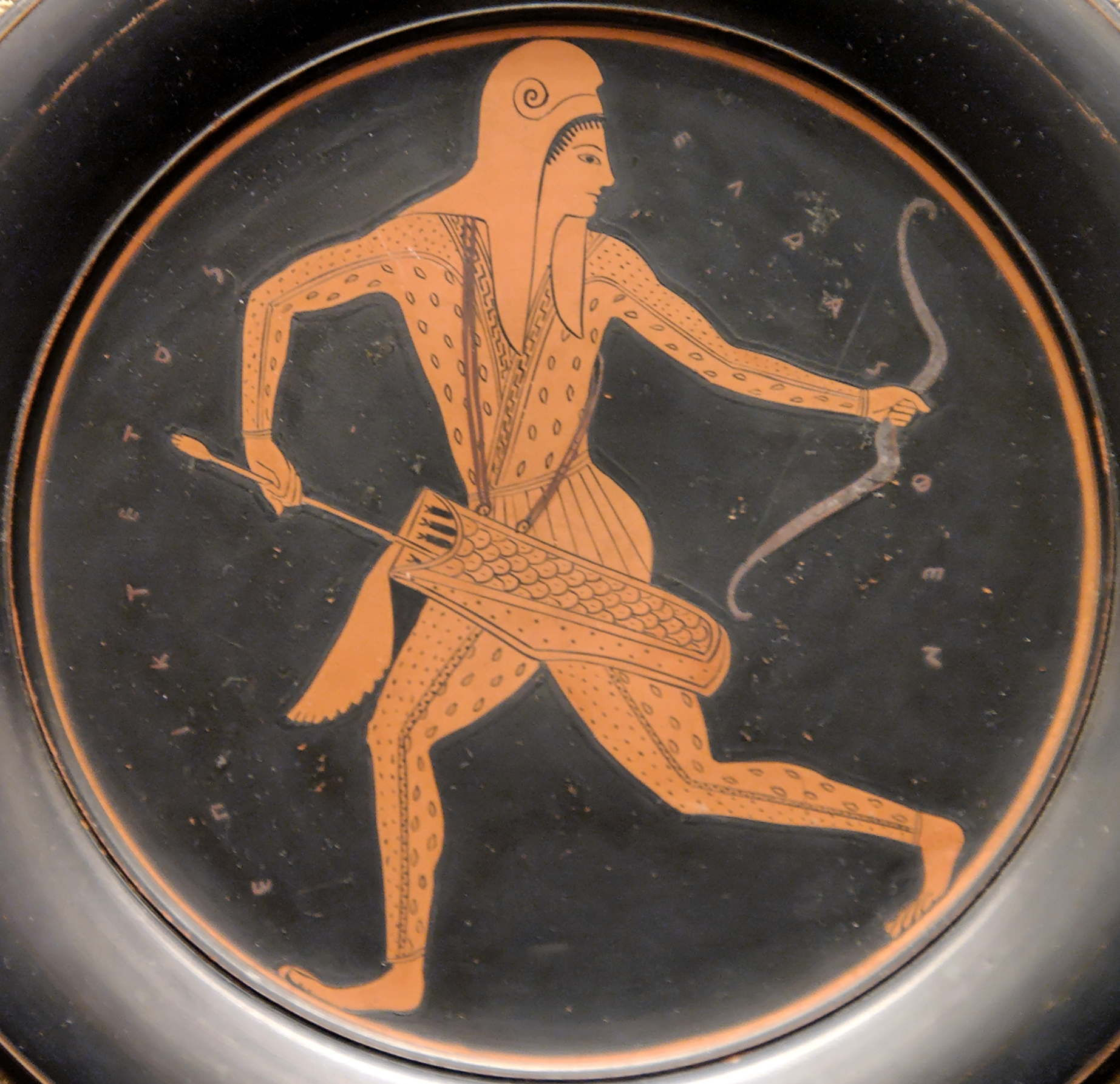
Archer scythe, coupe, Londres, British Museum.
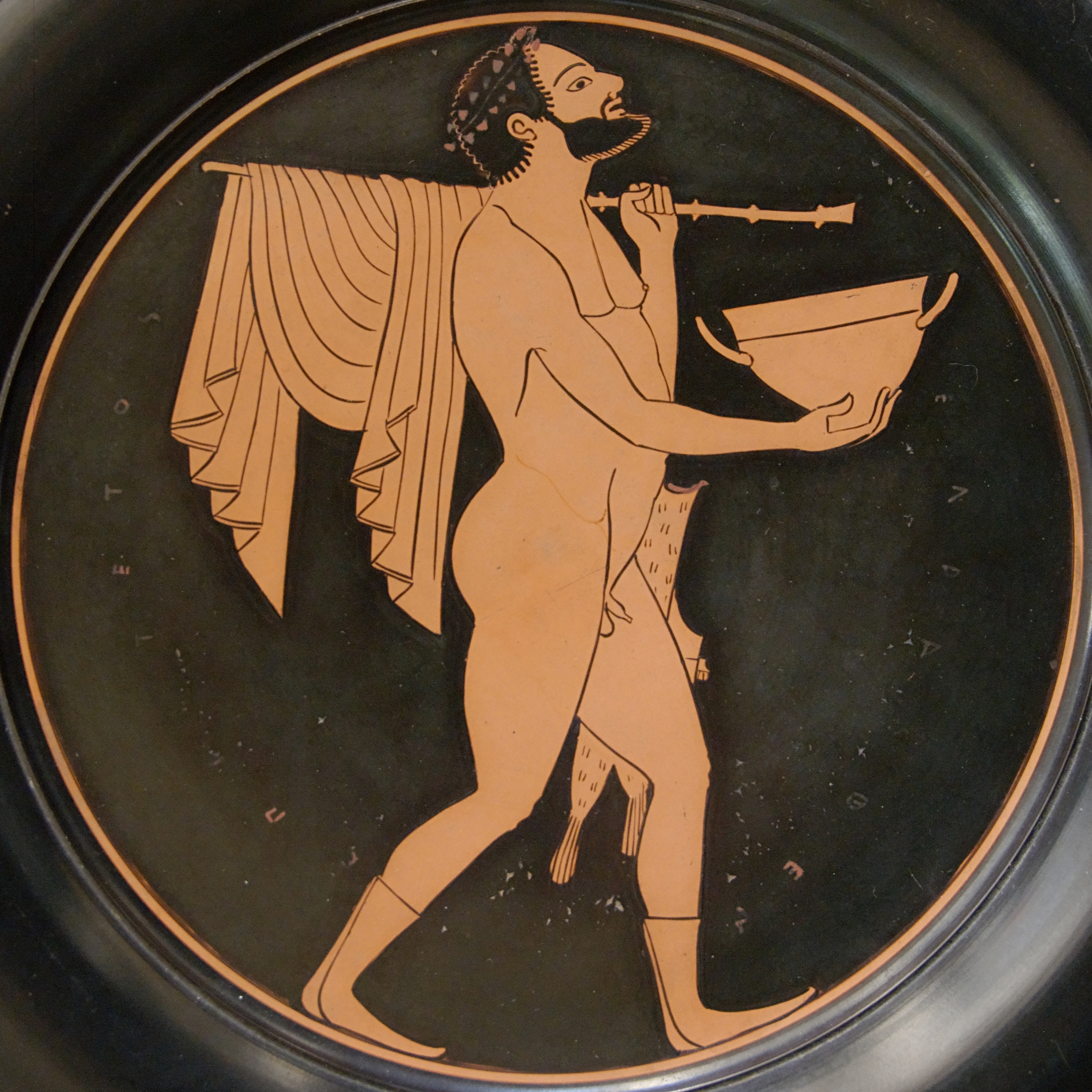
Comaste portant un skyphos, un bâton où s'enroule une draperie et un étui à flûtes, assiette à figures rouges, Paris, Bibliothèque nationale de France, Cabinet des médailles[9].
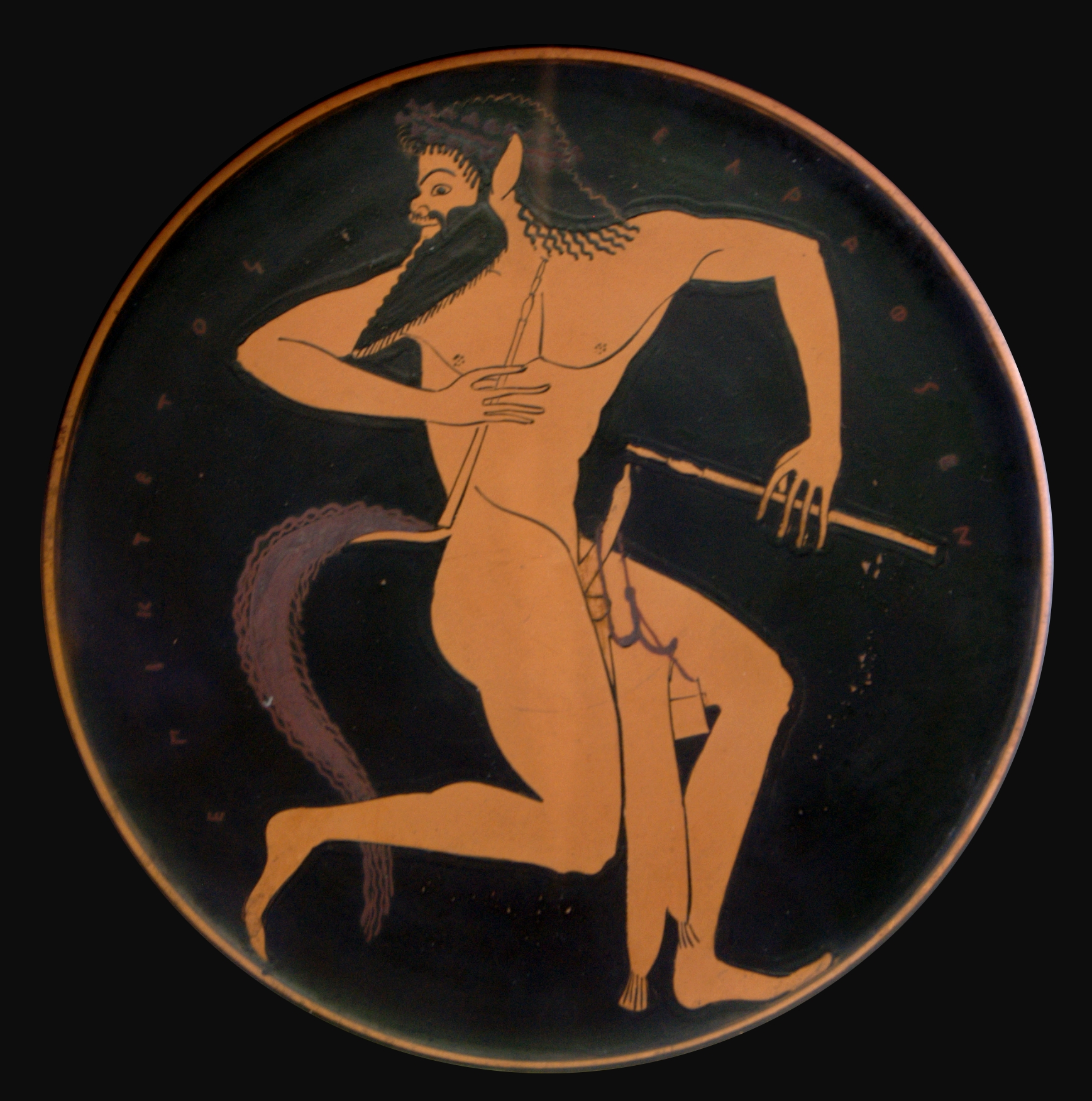
Satyre avec deux flûtes et un étui suspendu à sa verge, assiette à figures rouges, Paris, Bibliothèque nationale de France, Cabinet des médailles[10].
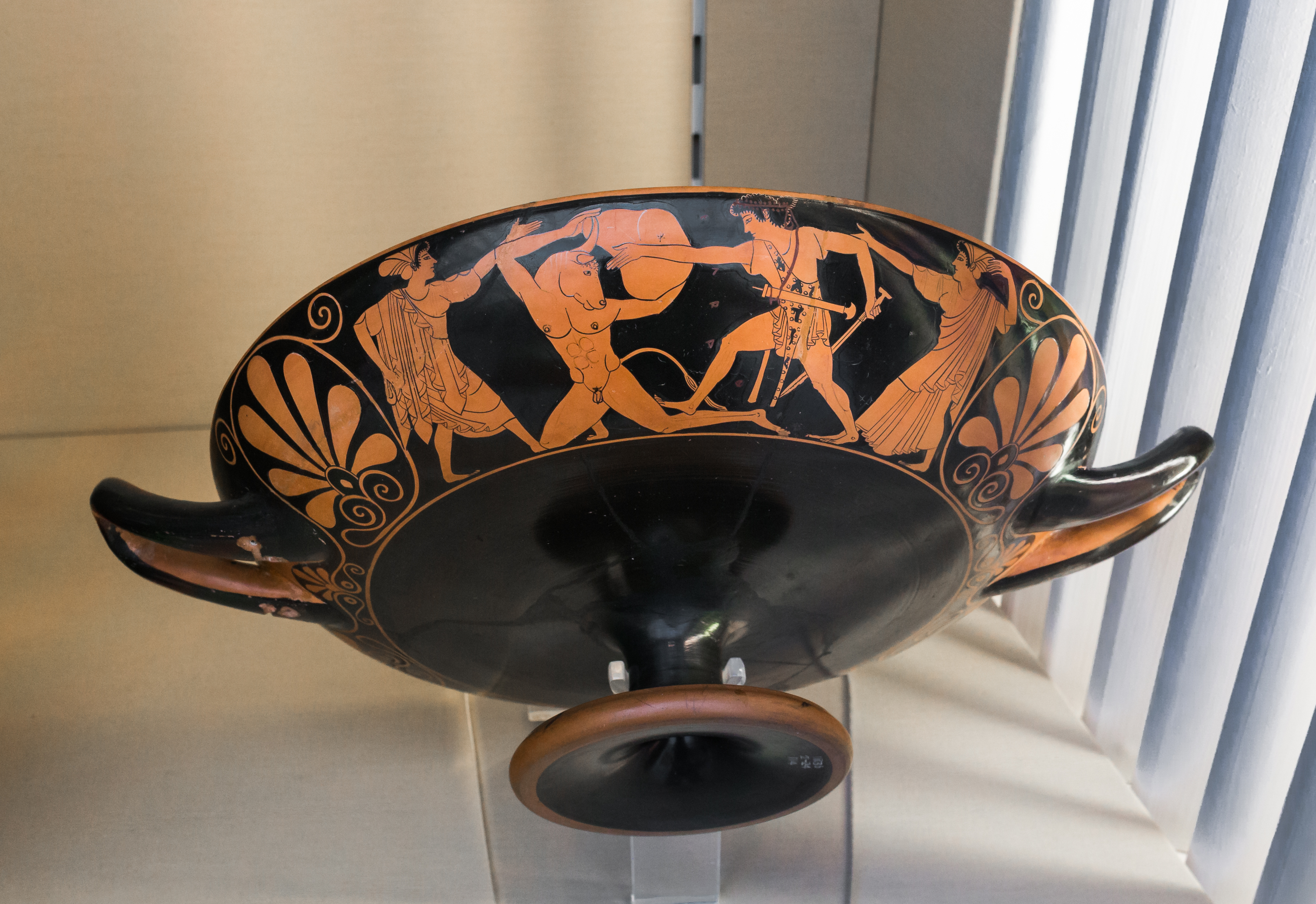
Thésée affrontant le Minotaure, kylix, Londres, British Museum[11].